# 圣安托万市郊路
圣安托万市郊路（Rue du Faubourg-Saint-Antoine）是法国巴黎一条古老的街道，巴黎十一区和巴黎十二区的分界线。它西起巴士底广场，东到民族广场，全长1810米，宽17-30米。它得名于中世纪的圣安多尼修道院，毁于十八世纪后期。
圣安托万市郊路与圣安托万路以巴士底广场为界。
沿路有四个地铁站：巴士底站、勒杜-罗兰站、菲得比-沙利尼站和民族广场站。
圣安托万市郊路在Charonne路及蒙特勒伊路（rue de Montreuil）转角设有喷泉。

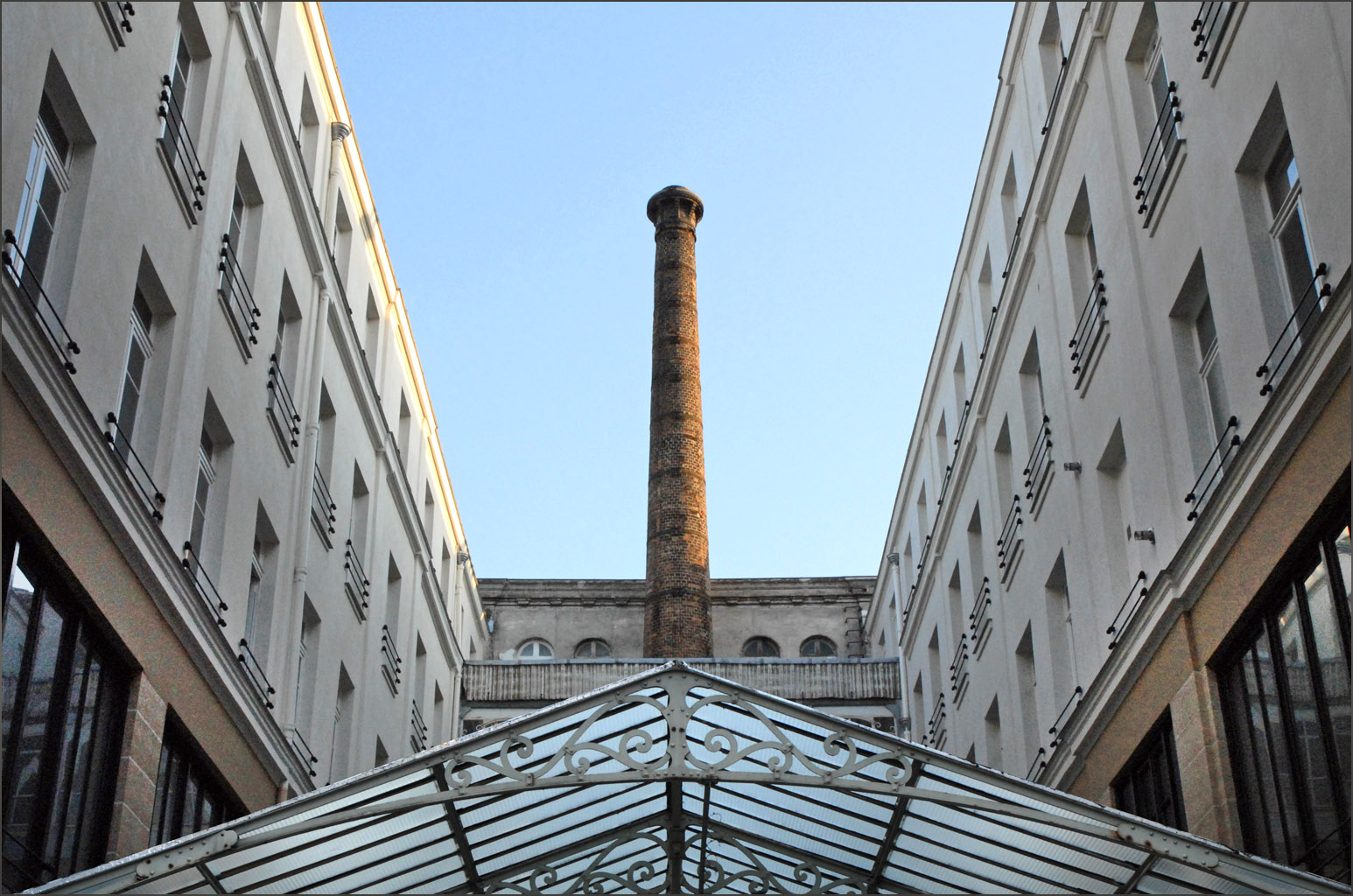
passage de l'Innovation

## 历史
在17世纪，圣安托万郊区建造了大量房屋。从塞纳河运来的木材储存在此处，导致木工行业的发展。各种熟练的佛兰芒和德国工匠，通常是新教徒，搬到这里。这里还建起了皇家镜子工厂和墙纸工厂。
在法国大革命期间（1789-1799）该郊区命名为“光荣郊区”（Faubourg-de-Gloire）。从1789年7月14日攻占巴士底狱开始，该区居民的革命热情迸发，参与了1792年8月10日、1793年6月2日的暴动。在1848年6月起义时，圣安托万郊区是最后一个投降的，炮轰造成了许多伤亡。
圣安托万郊区聚集了大批工人。奥斯曼男爵将这个郊区分属于十一区和十二区，但是该区居民仍旧使用旧名称，而且保留了其革命特性。

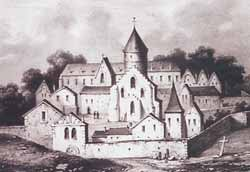
圣安多尼修道院
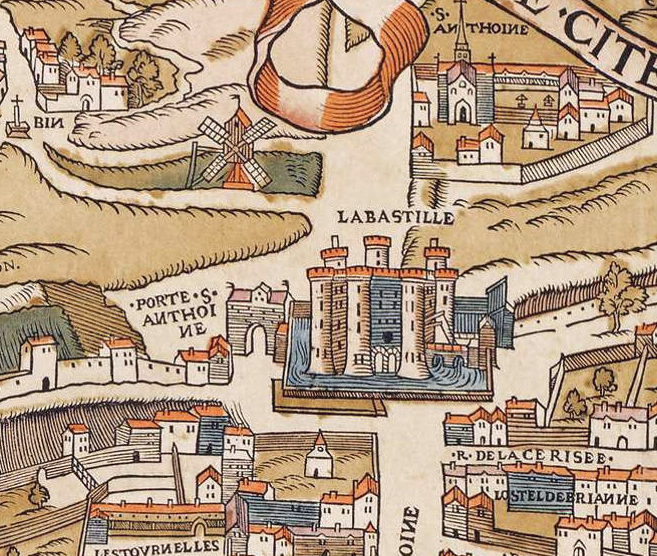
圣安托万门
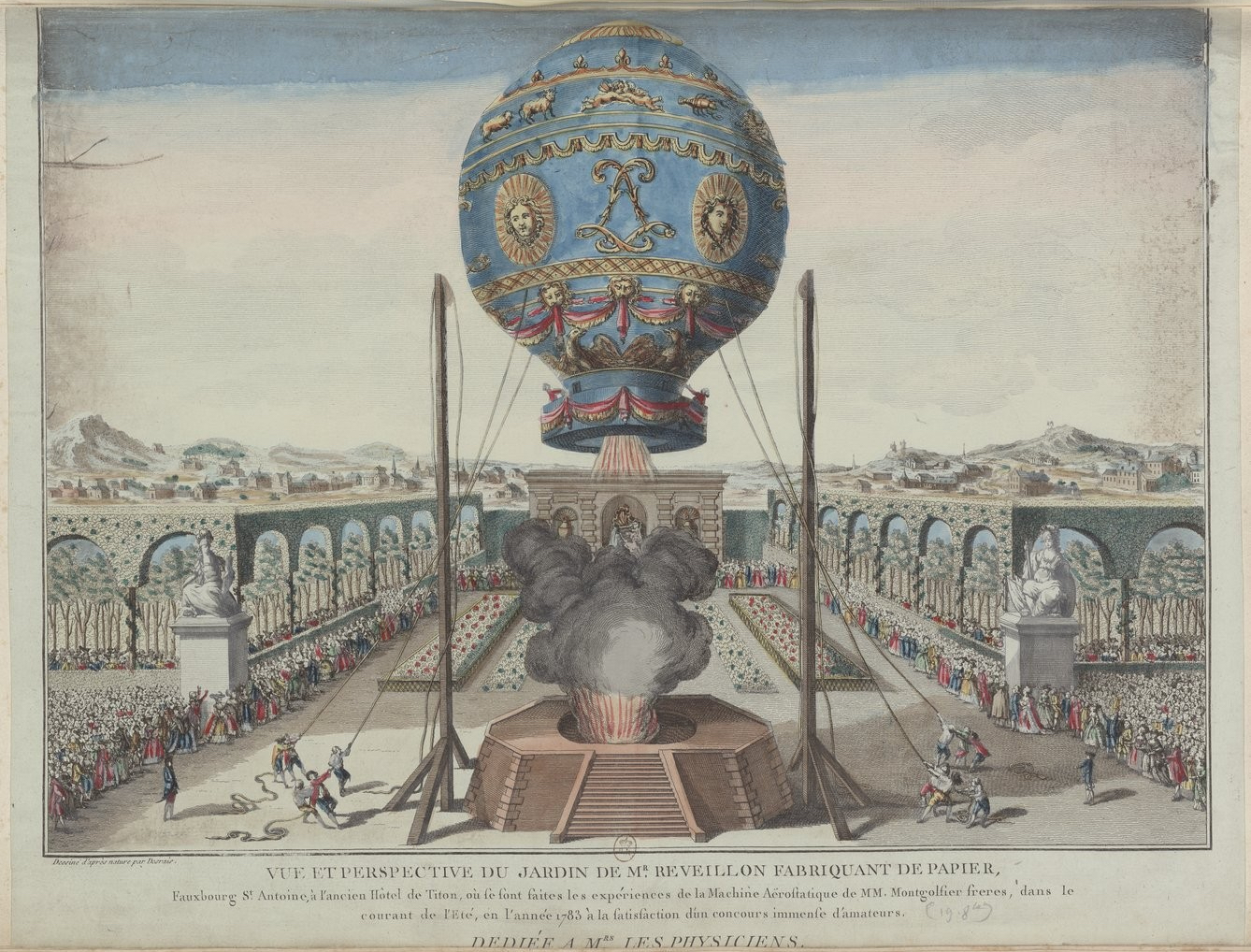
(19 October 1783)
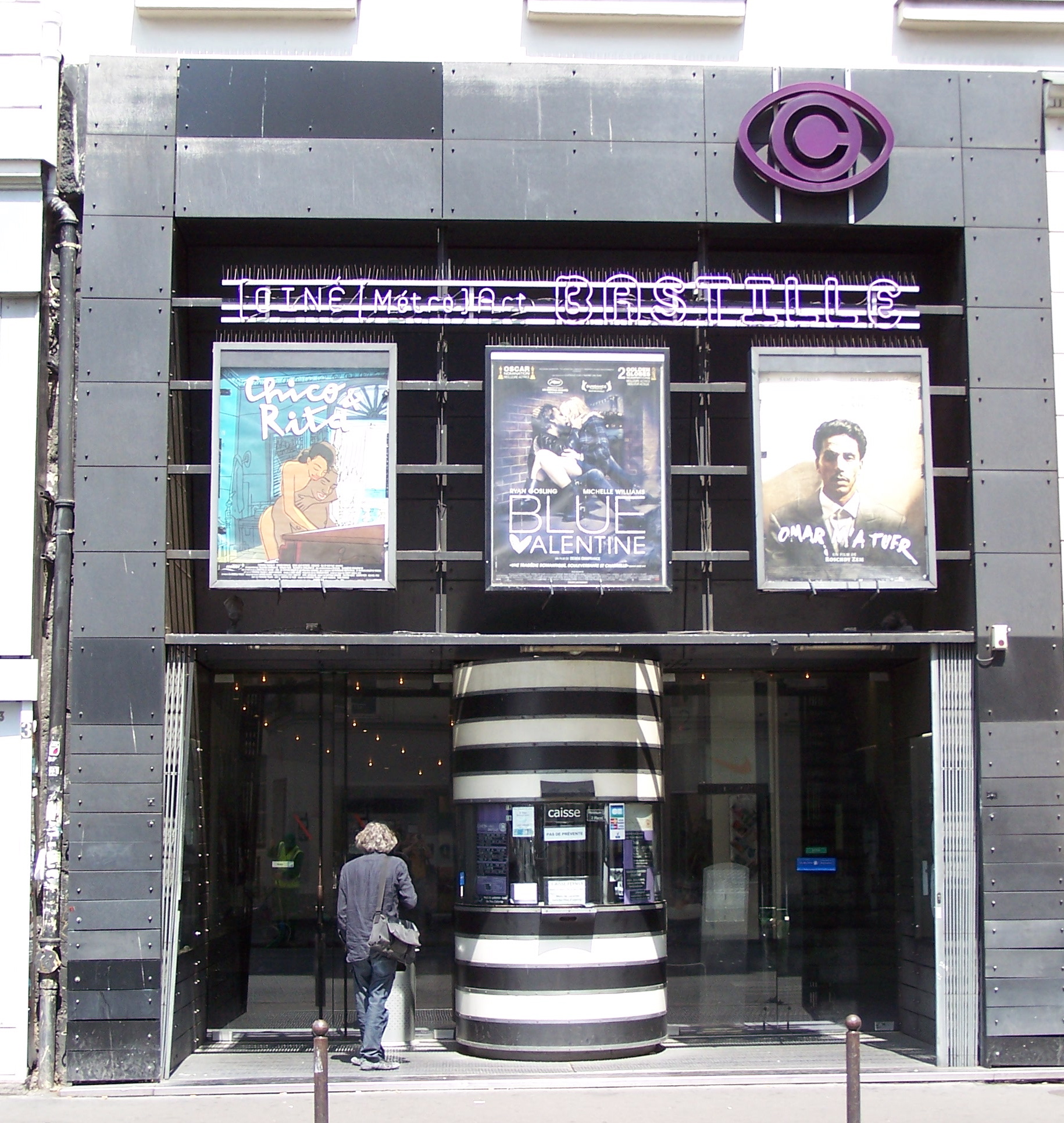
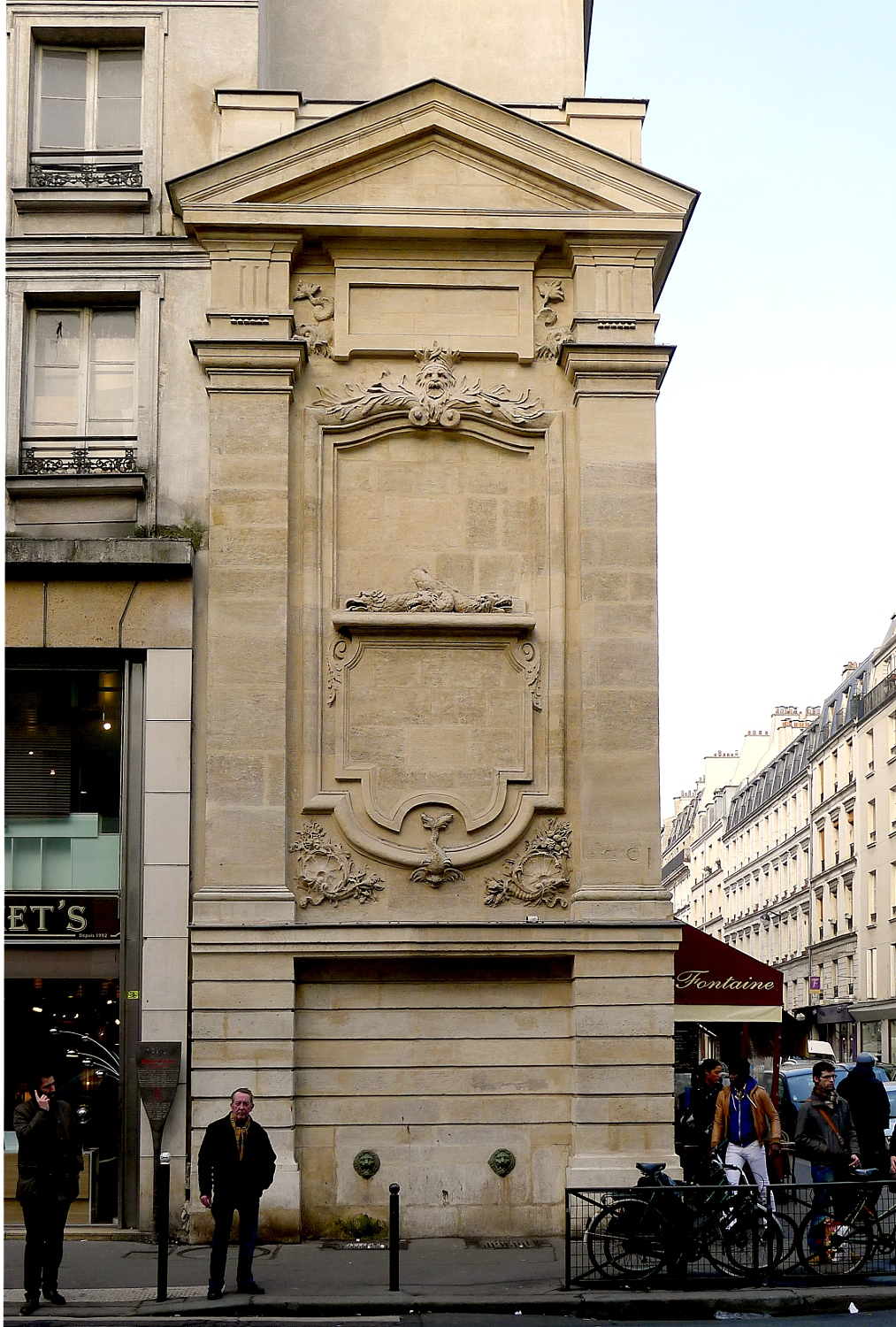
Fontaine de Charonne（61号）
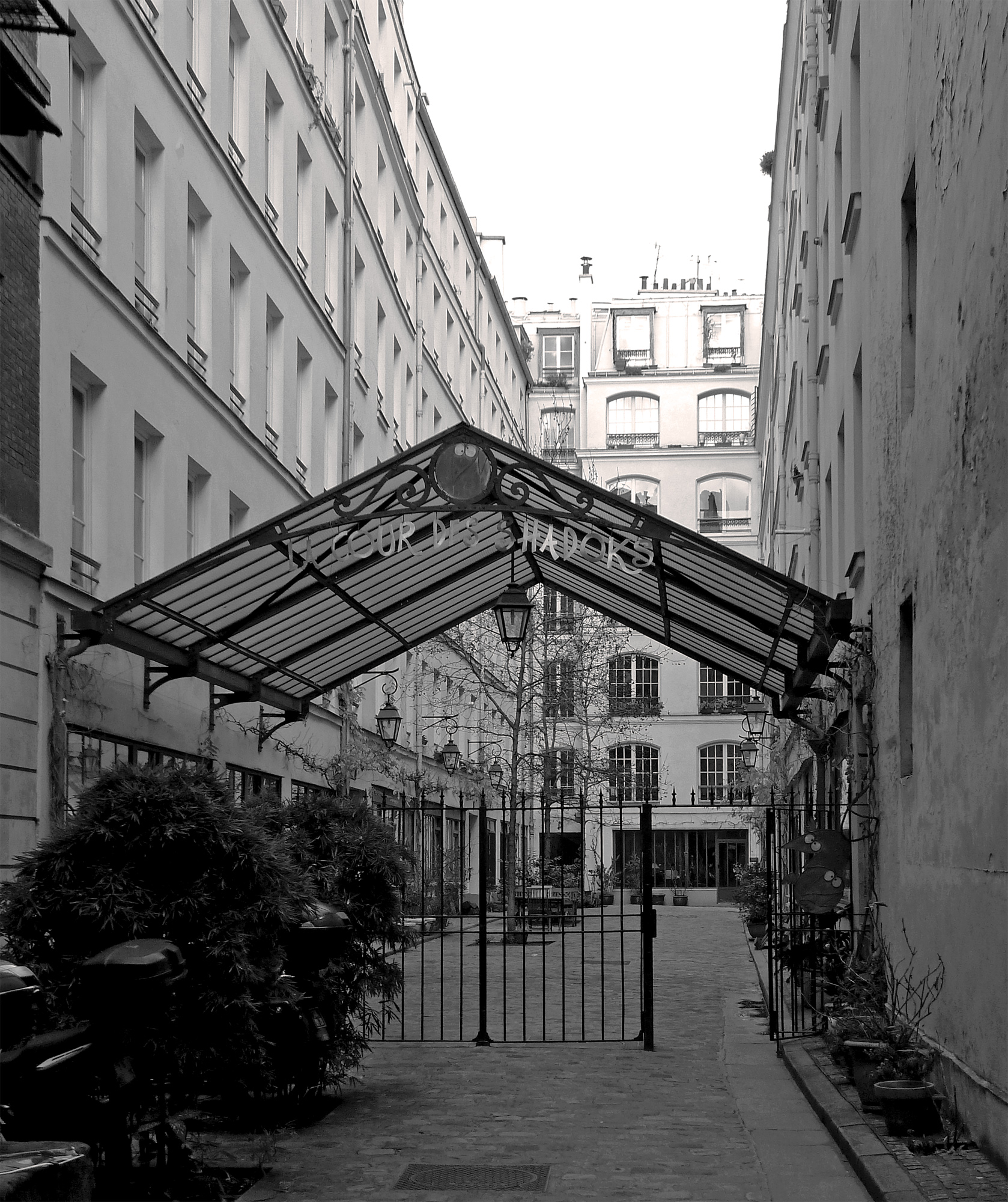
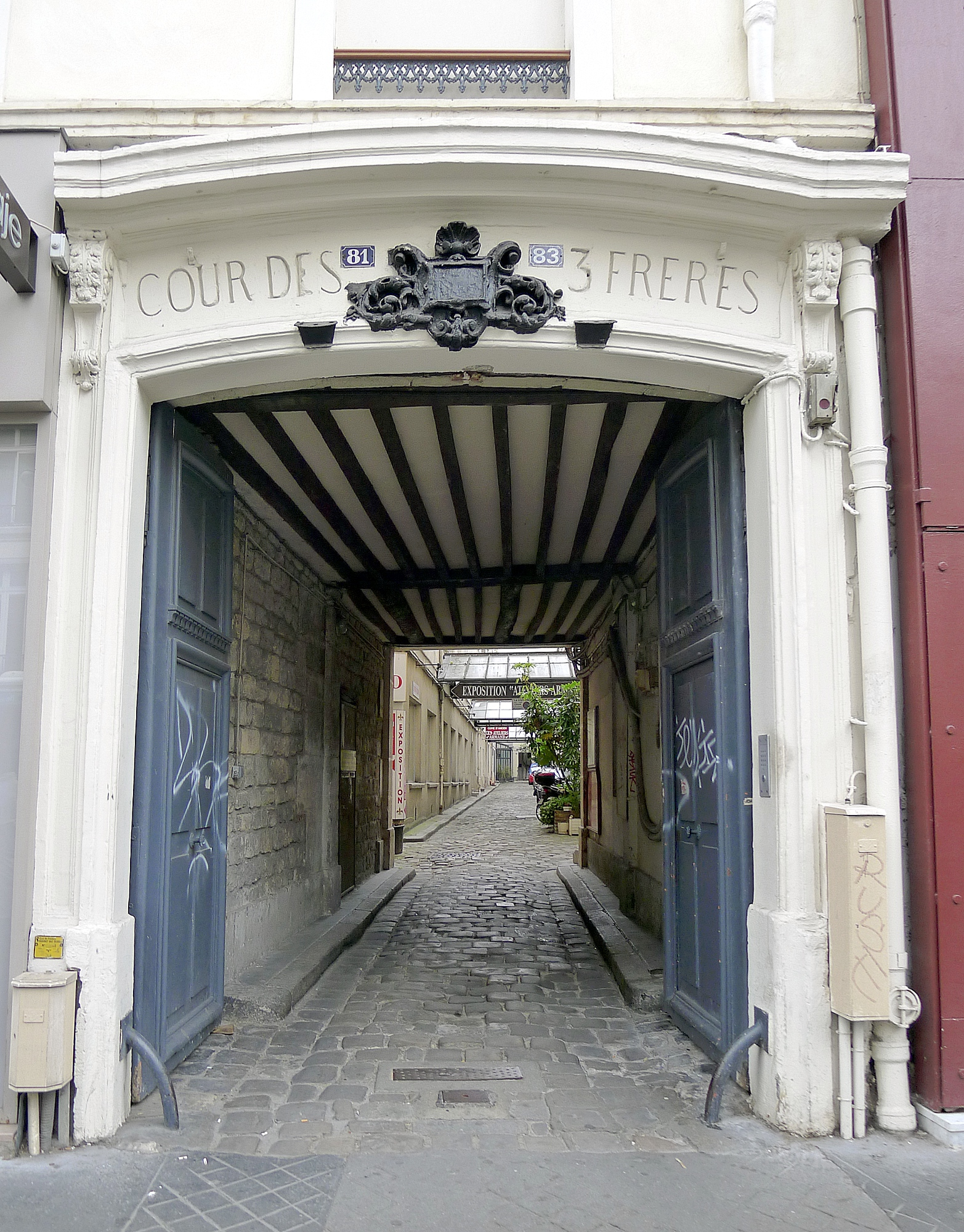
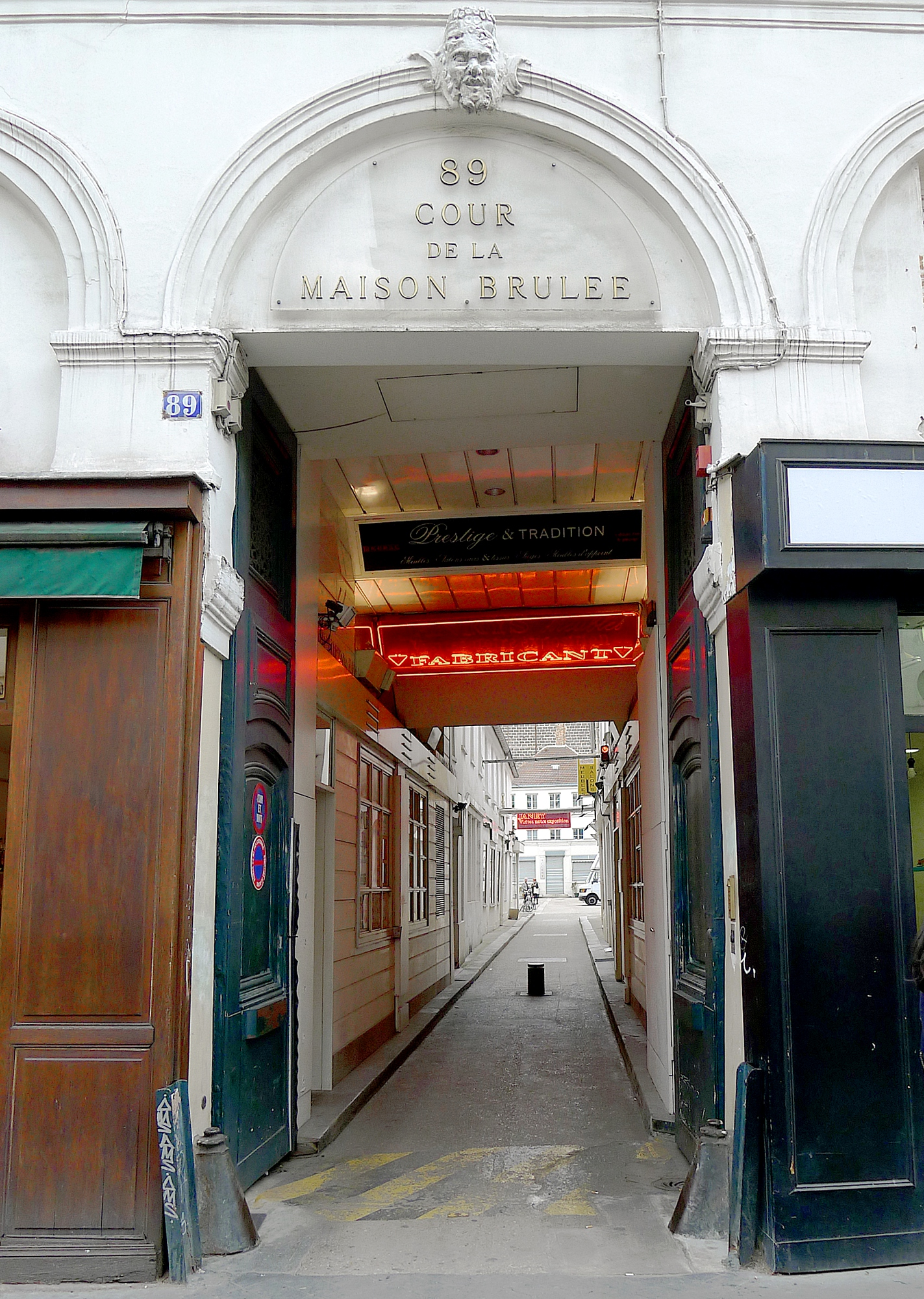
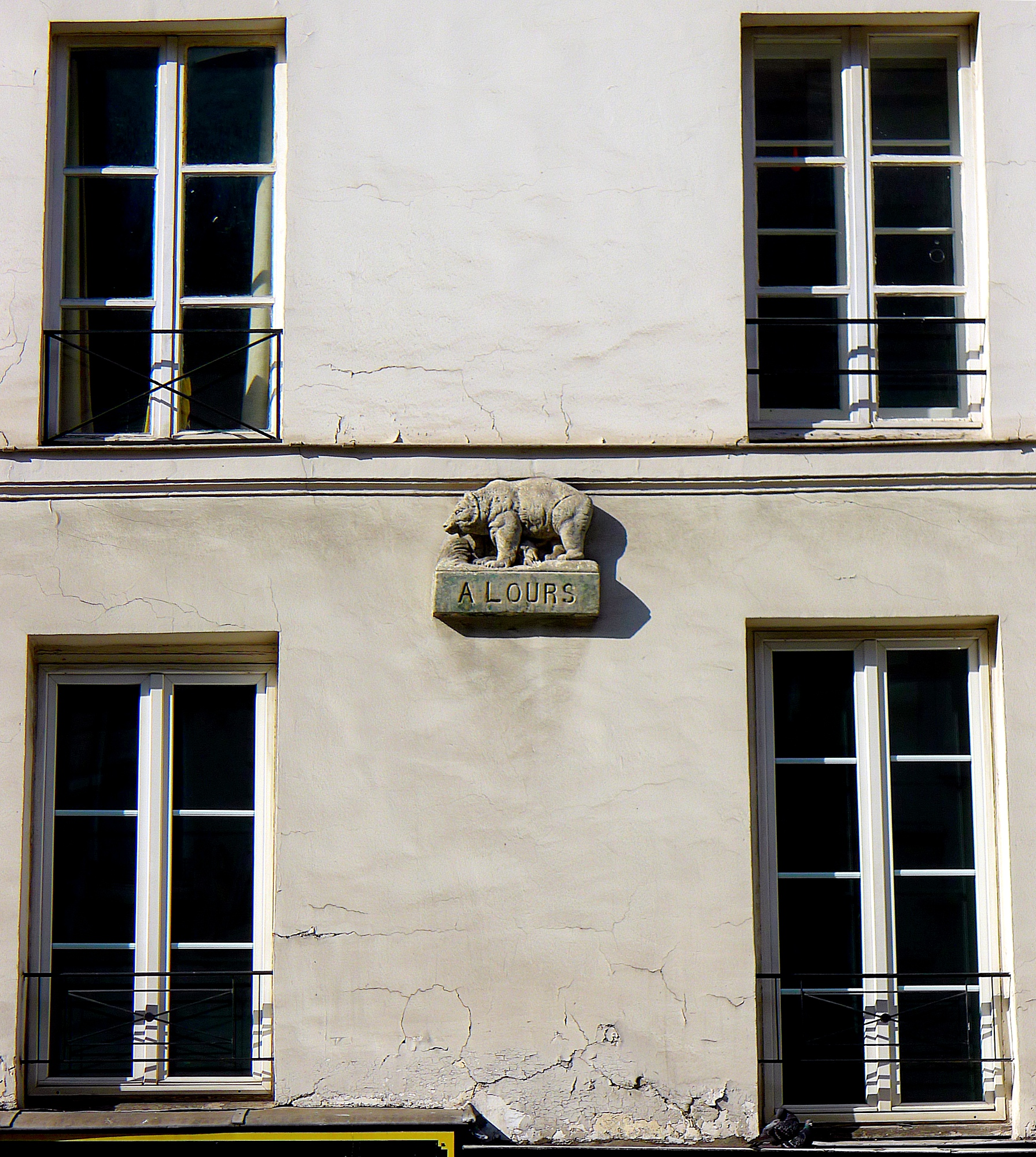
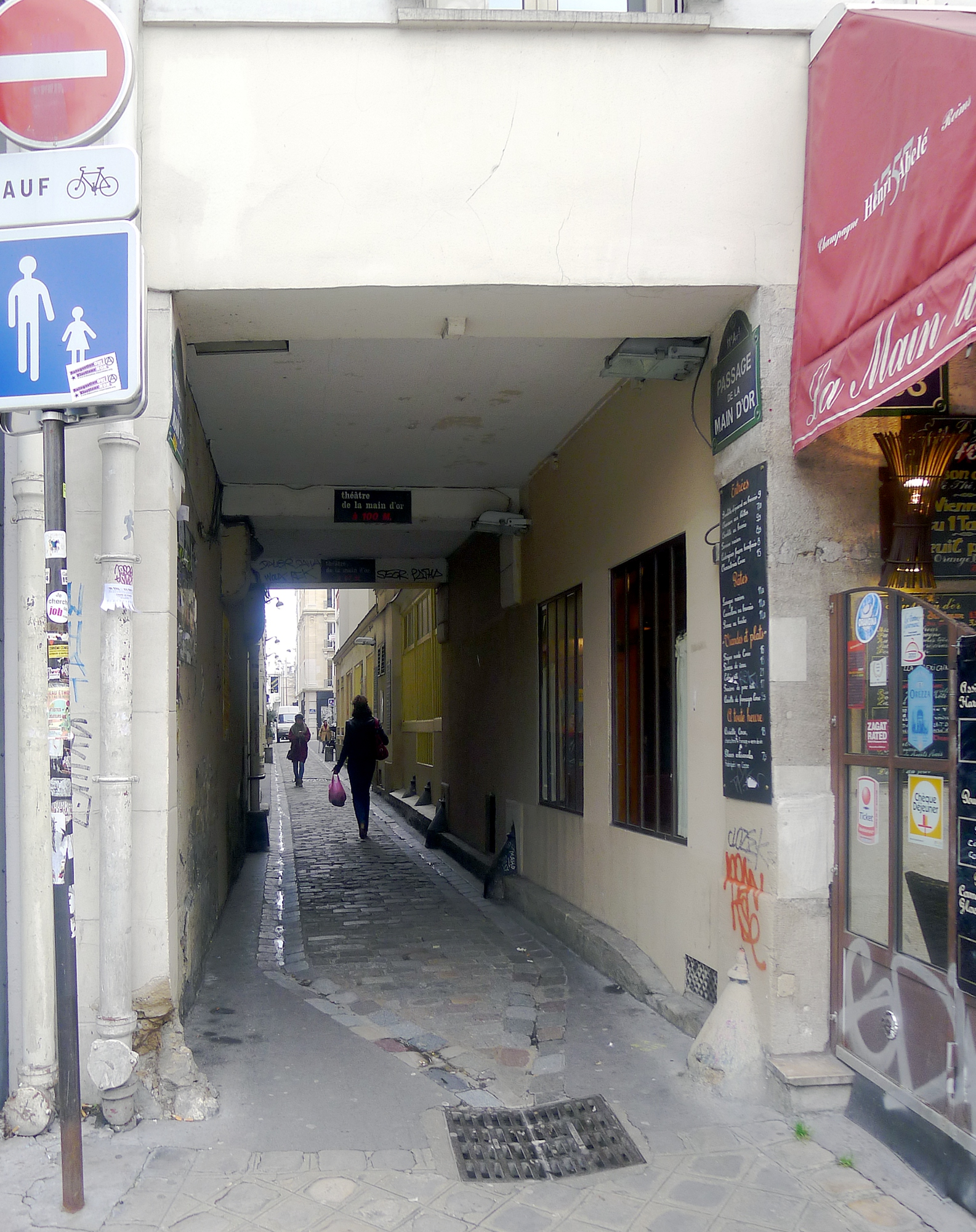
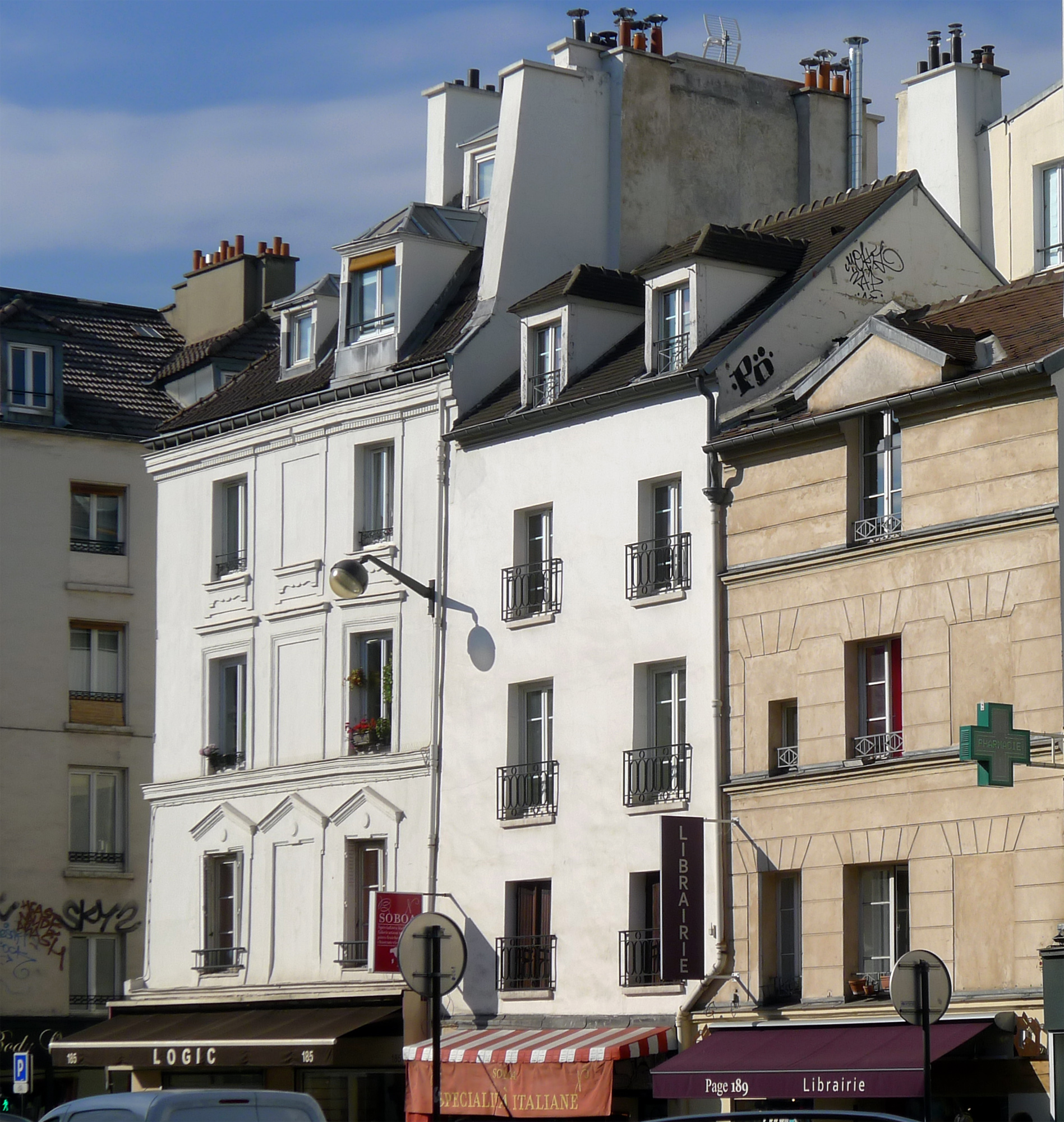
.
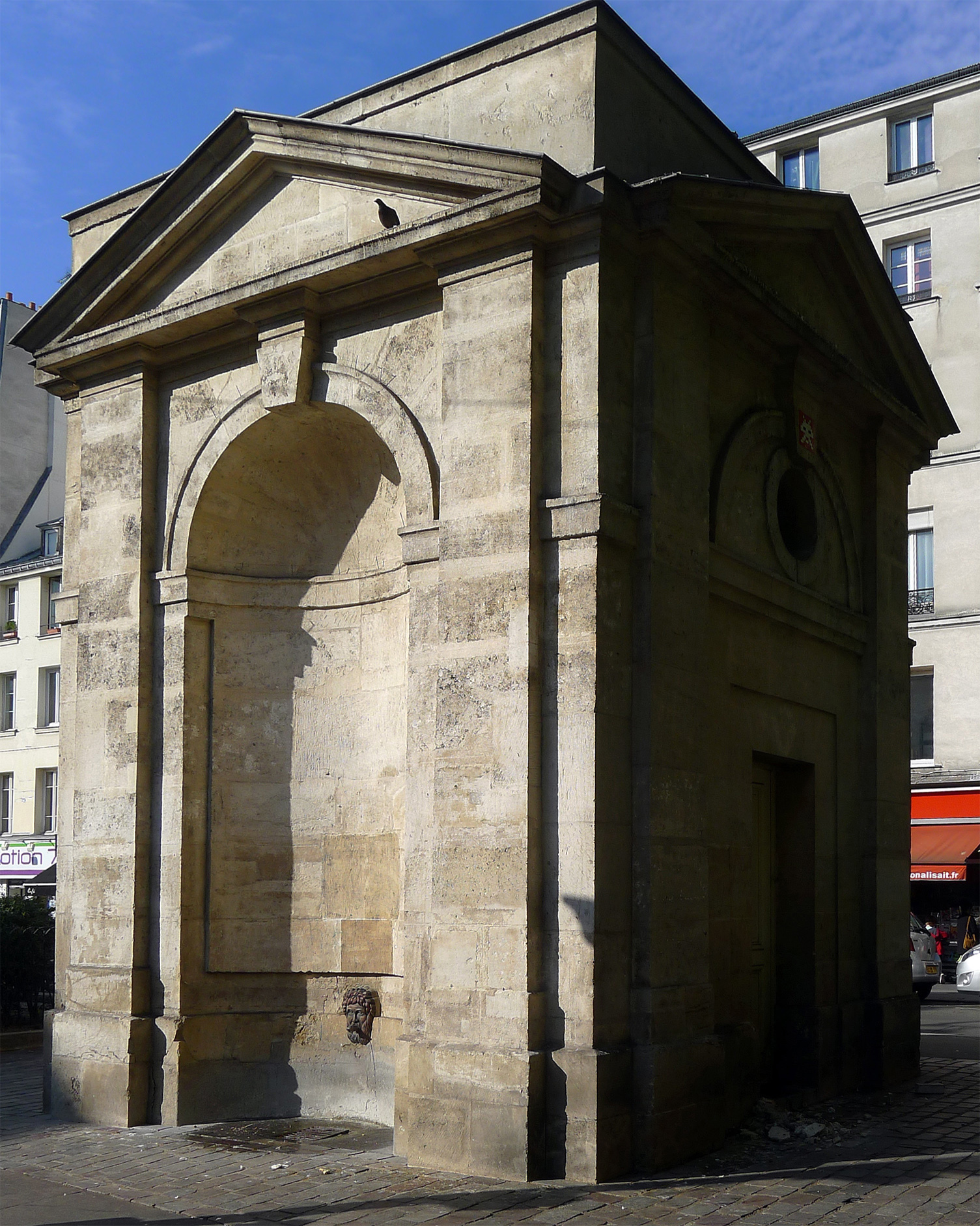
Fontaine de Montreuil（211-213号）
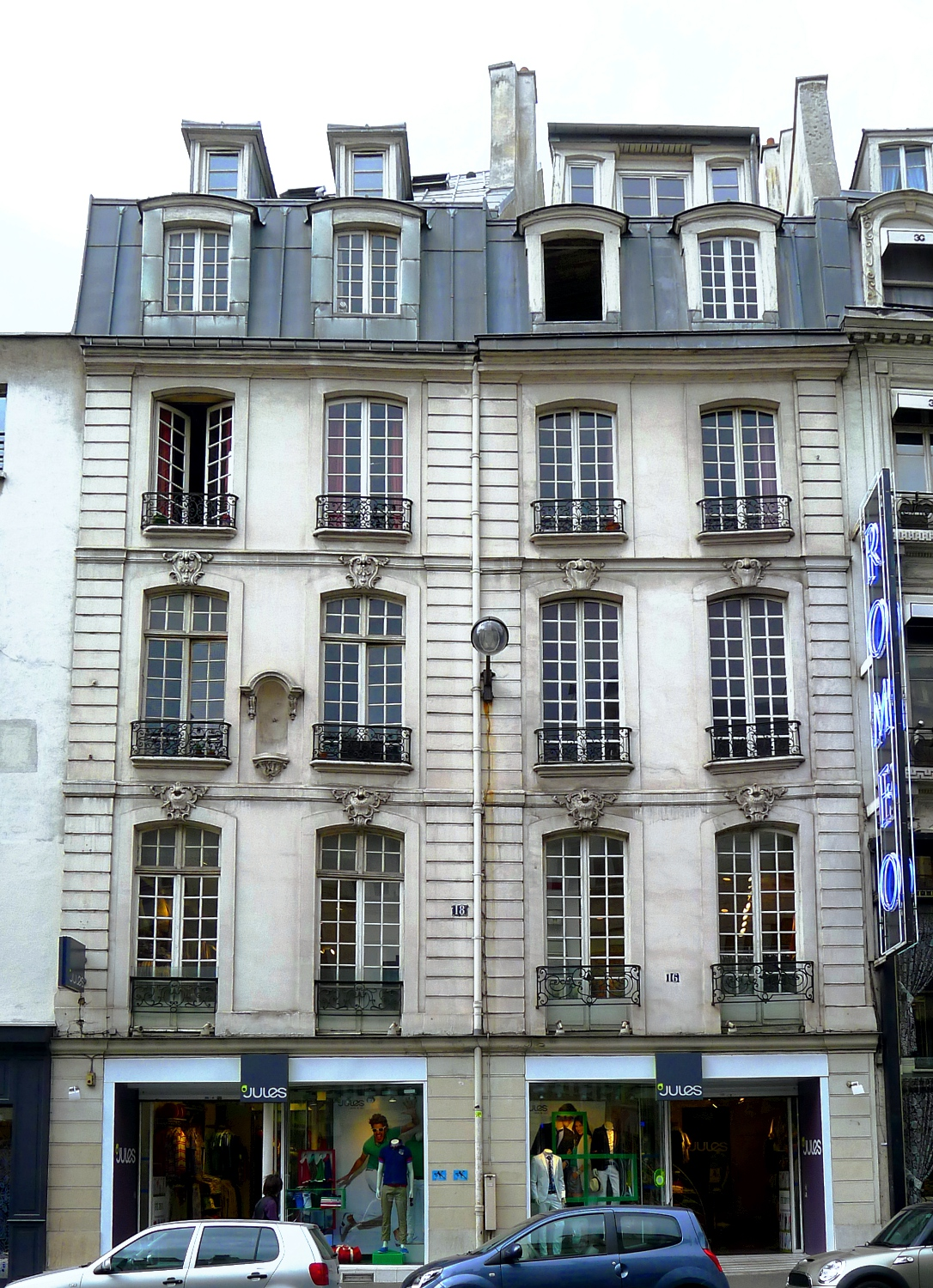
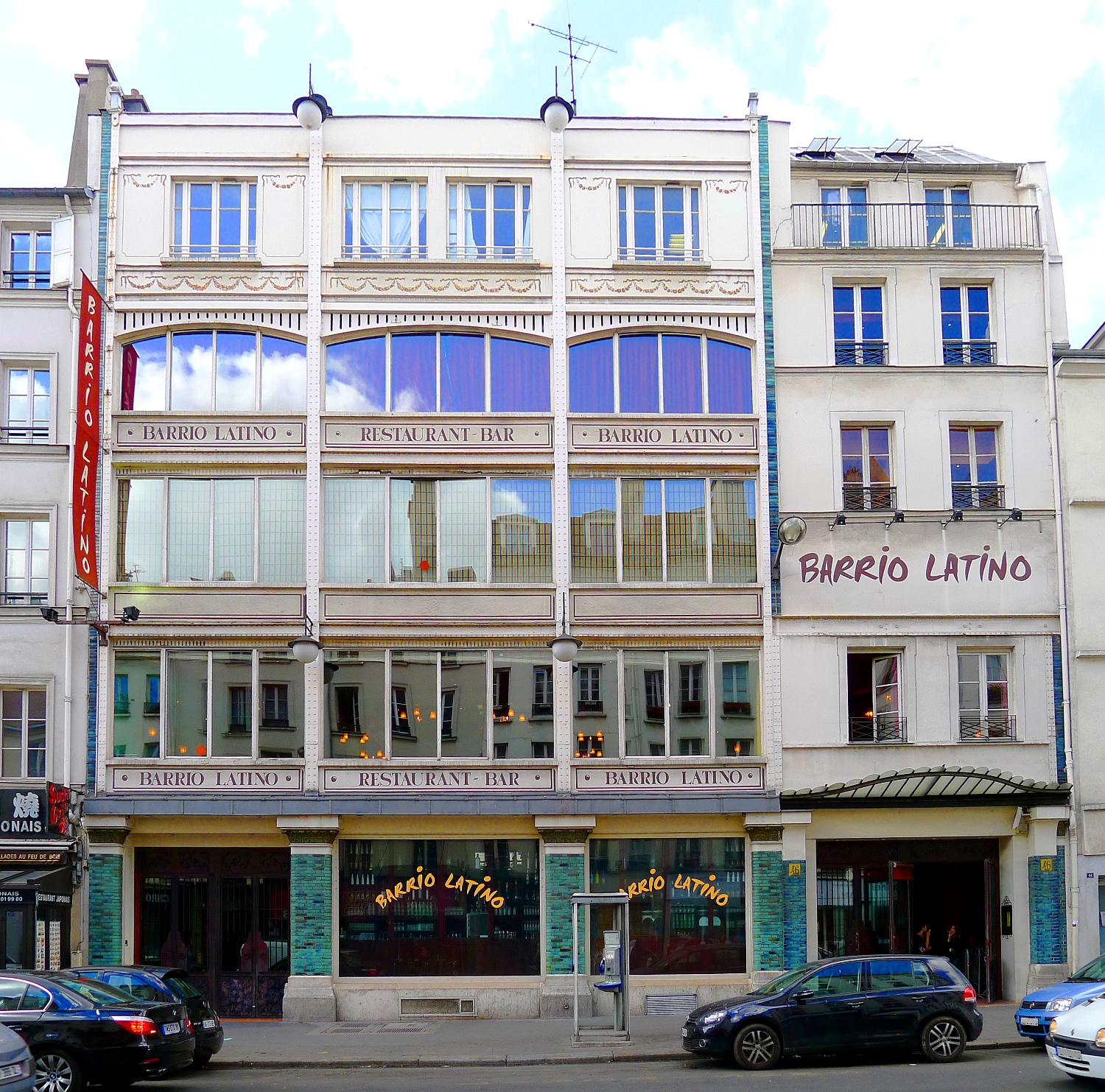
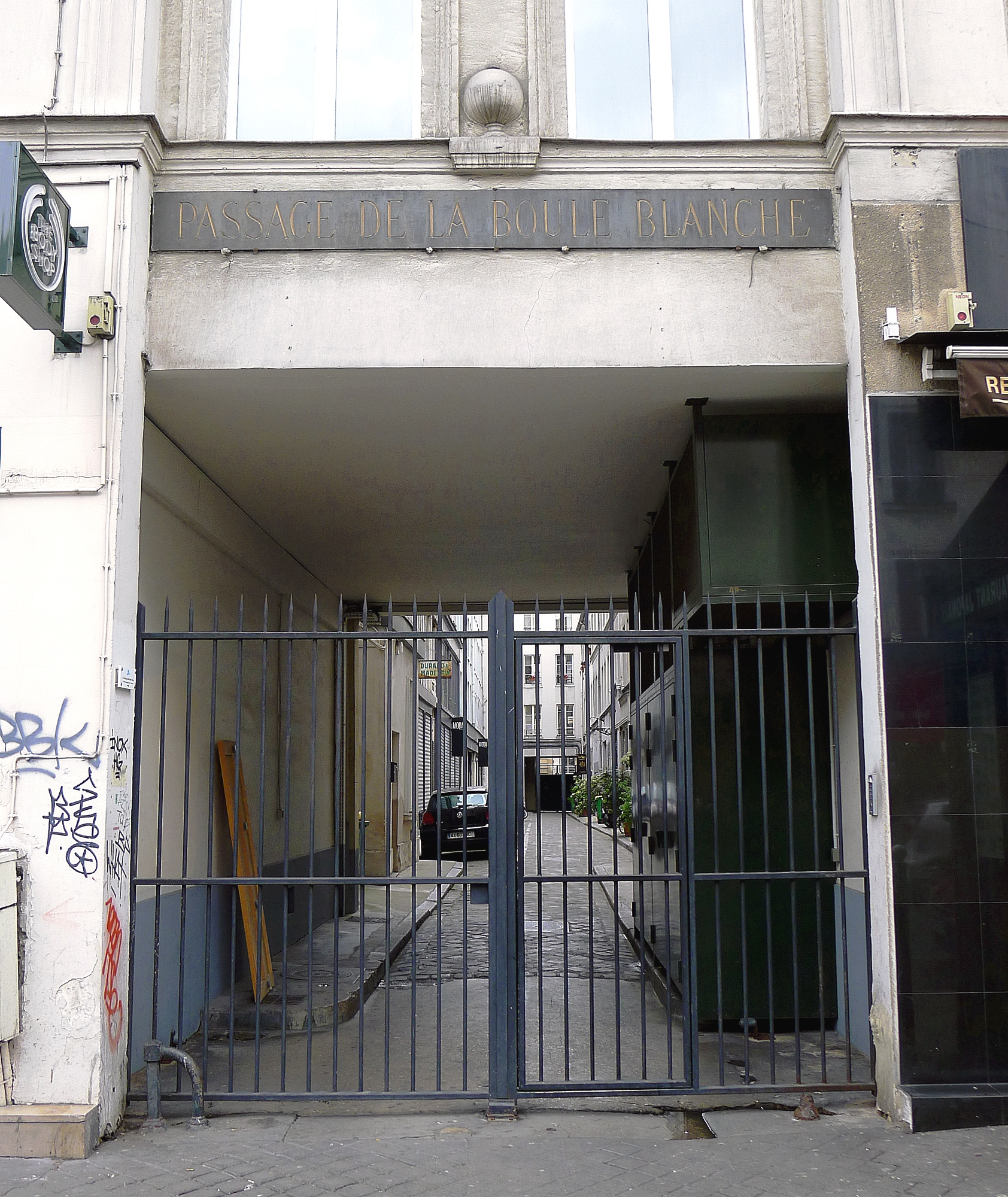
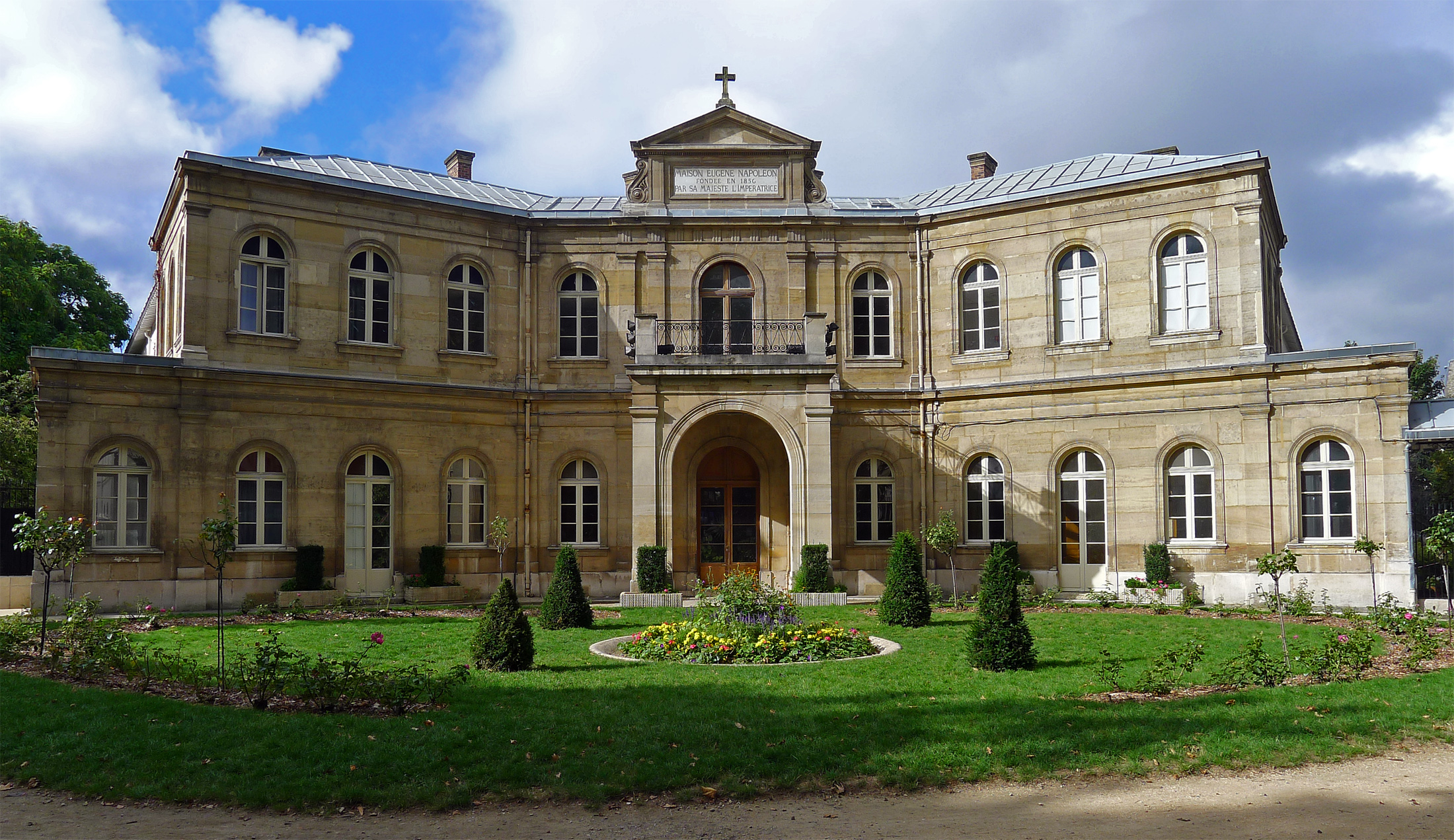
Fondation Eugène-Napoléon